# Imielin
Imielin [iˈmʲɛlin] ist eine Stadt mit etwa 8000 Einwohnern im Powiat Bieruńsko-Lędziński der Woiwodschaft Schlesien in Polen. Sie liegt 18 km südöstlich von Katowice.

## Geographie
Die Stadt liegt an den Flüssen Imielinka und Przemsza, einem linken Nebenfluss der Weichsel im südöstlichen Teil des Oberschlesischen Industriegebiets in Oberschlesien. Sie grenzt im Norden an Mysłowice, im Süden an Chełm Śląski, im Osten an Jaworzno und die Gemeinde Chełmek und im Westen an Lędziny.
Im nordöstlichen Teil gibt es Hügel, der südwestliche Teil ist flach mit Steinkohlevorkommen. Der Boden ist sandig mit flachem Grundgestein. Die meisten Bäume sind Nadelbäume, wobei Kiefern vorherrschen. Am Wasser gibt es Auwälder mit Weiden, Pappeln, und Eschen.

## Geschichte
Imielin, das zum Herzogtum Ratibor gehörte, wurde 1386 erstmals erwähnt. Durch die ausgedehnten Wälder im Quellgebiet der Klodnitz und Mleczna war Imielin wie auch seine Nachbarorte Kosztow und Chełm Śląski vom Territorium des Herzogtums abgeschnitten. 1391 schenkte deshalb Herzog Johann II. von Troppau, Jägerndorf, Freudenthal und Ratibor dieses Gebiet im Osten seines Herzogtums dem Bischof vom Krakau. Bis 1742 galten die drei Orte als nicht zu Schlesien gehörig, weil die Krakauer Erzbischöfe auch die Landeshoheit ausübten.
Nach dem Ersten Schlesischen Krieg und der Eroberung Schlesiens durch Preußen holte sich Friedrich II. die vom Bistum Krakau angemaßten Hoheitsrechte im Jahre 1772 zurück. 1796 gab das Bistum auch den Grundbesitz auf und das königlich preußische Amt Imielin wurde eingerichtet.
1802 wurde Alt Gatsch (Stara Gać) als Tochtersiedlung der in der Standesherrschaft Pleß gelegenen deutschen Kolonie Anhalt (Hołdunów) gegründet, 1820 folgte Neu Gatsch (Nowa Gać).
1807 leitete der vom Herzogtum Warschau ernannte Fürst von Sewerien, Jean Lannes, Herzog von Montebello, seine Ansprüche auf Imielin daraus ab, dass dieses Gebiet zusammen mit Sewerien zum Bistum Krakau gehört hatte. 1817 erreichte Preußen die Rückgabe des Amtes Imielin, das 1818 in den neu gebildeten Kreis Pleß eingegliedert wurde, mit dem es bis 1922 verbunden blieb.
Aufgrund seiner guten Verkehrslage zu den Städten Katowice, Auschwitz und Tichau wuchs Imielin im 20. Jahrhundert zu einem Wohnort für Arbeiter dieser Industriestädte, aber auch im Ort siedelten sich Betriebe an.
Nach der Volksabstimmung in Oberschlesien 1921 wurde Imielin 1922 ein Teil des polnischen Ostoberschlesien. Nach der Besetzung im Anschluss an den Überfall auf Polen im September 1939 gehörte Imielin bis 1945 völkerrechtswidrig dem Deutschen Reich an. Im Rahmen von Ortsnamenänderungen (Landkreis Pleß#Ortsnamen) war eine Änderung des Namens in Immenau geplant, wurde aber nicht durchgeführt.
Nach dem Zweiten Weltkrieg kam Gać (Gatsch) zu Imielin. Seit 1957 ist Imielin eine stadtartige Siedlung, der 1967 das Stadtrecht verliehen wurde. 1973 wurden die Orte Chełm Śląski, Dziećkowice (Dzietzkowitz) und Kopciowice (Kopziowitz) in die Stadt- und Landgemeinde Imielin eingegliedert. Im Zuge der Gemeindegebietsreform von 1975 verlor die Stadt Imielin die Selbständigkeit und wurde der Stadt Tychy zugeschlagen. Ab 1977 war Imielin ein Stadtteil von Mysłowice. Im Jahre 1995 erlangte die Stadt ihre Selbständigkeit zurück.
Zur Stadt Imielin gehört der östlich des Przemsa-Stausees (Wasserreservoir Dziećkowice) gelegene Stadtteil  Dąb (Domb).

## Sehenswürdigkeiten
- Kapelle Unserer Lieben Frau von Tschenstochau, erbaut 1706.
- Wohnhäuser in der Ul. Brata Albert (ehemals ul. Lipca 48)
- Wassermühle mit Ausstattung und Wohnteil im Ortsteil Jamnice (ul. Wanda)
- Siedlung der Przeworsk-Kultur im Stadtteil  Mysłowice-Imielin
- Wegekapelle, geweiht dem böhmischen Landesheiligen Johannes Nepomuk, vermutlich Mitte des 19. Jahrhunderts von Bergleuten errichtet.
- Römisch-katholische Kirche Muttergottes von Skapulier (kościół pw. Matki Boskiej Szkaplerznej) wurde 1902–12 im Stil der Neugotik errichtet und von 1945 bis 1953 umgebaut.[2] Auf der Kirchenmauer steht die Barockfigur des hl Johannes Nepomuk.

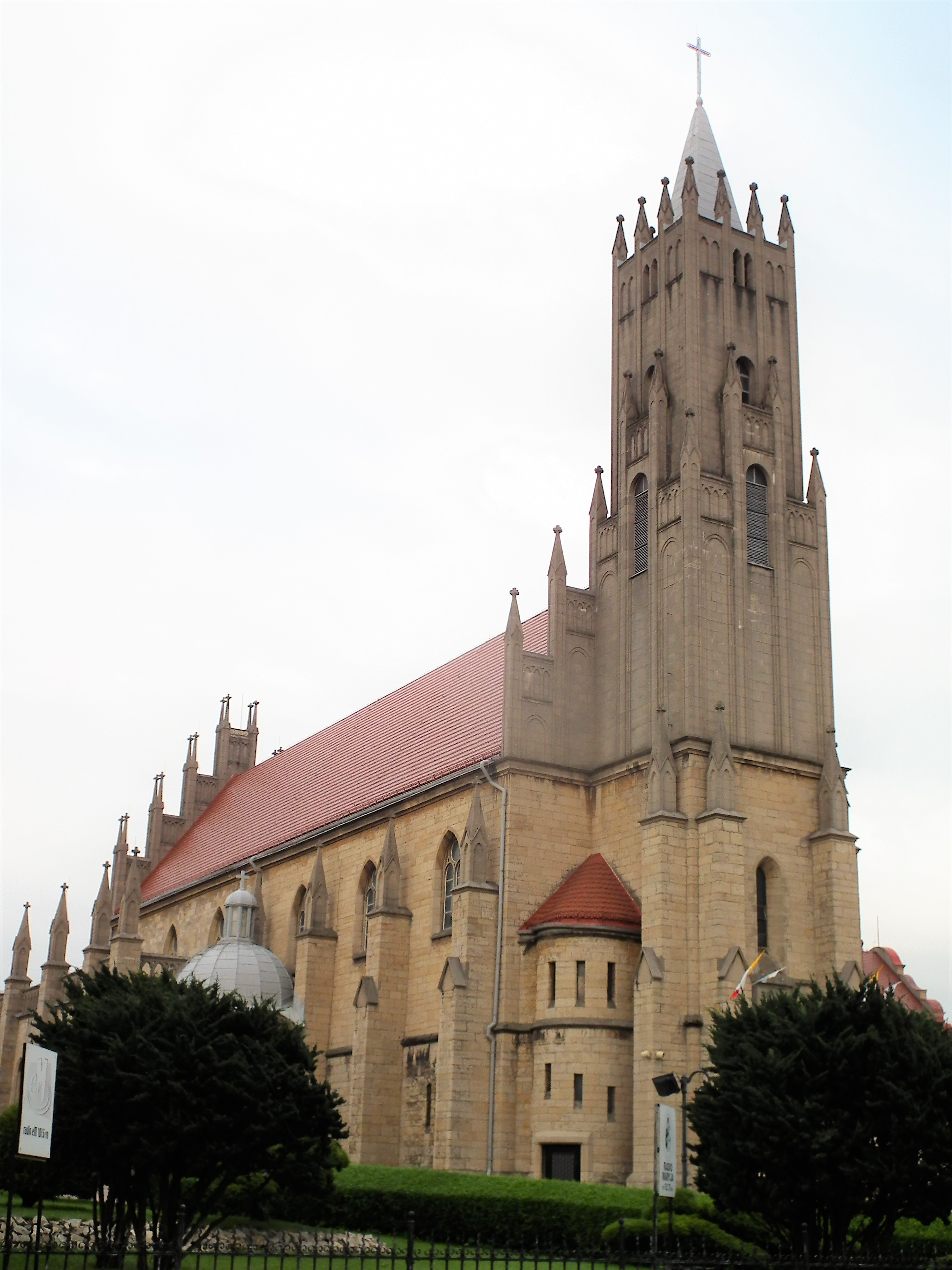
Kirche Muttergottes der Skapulier
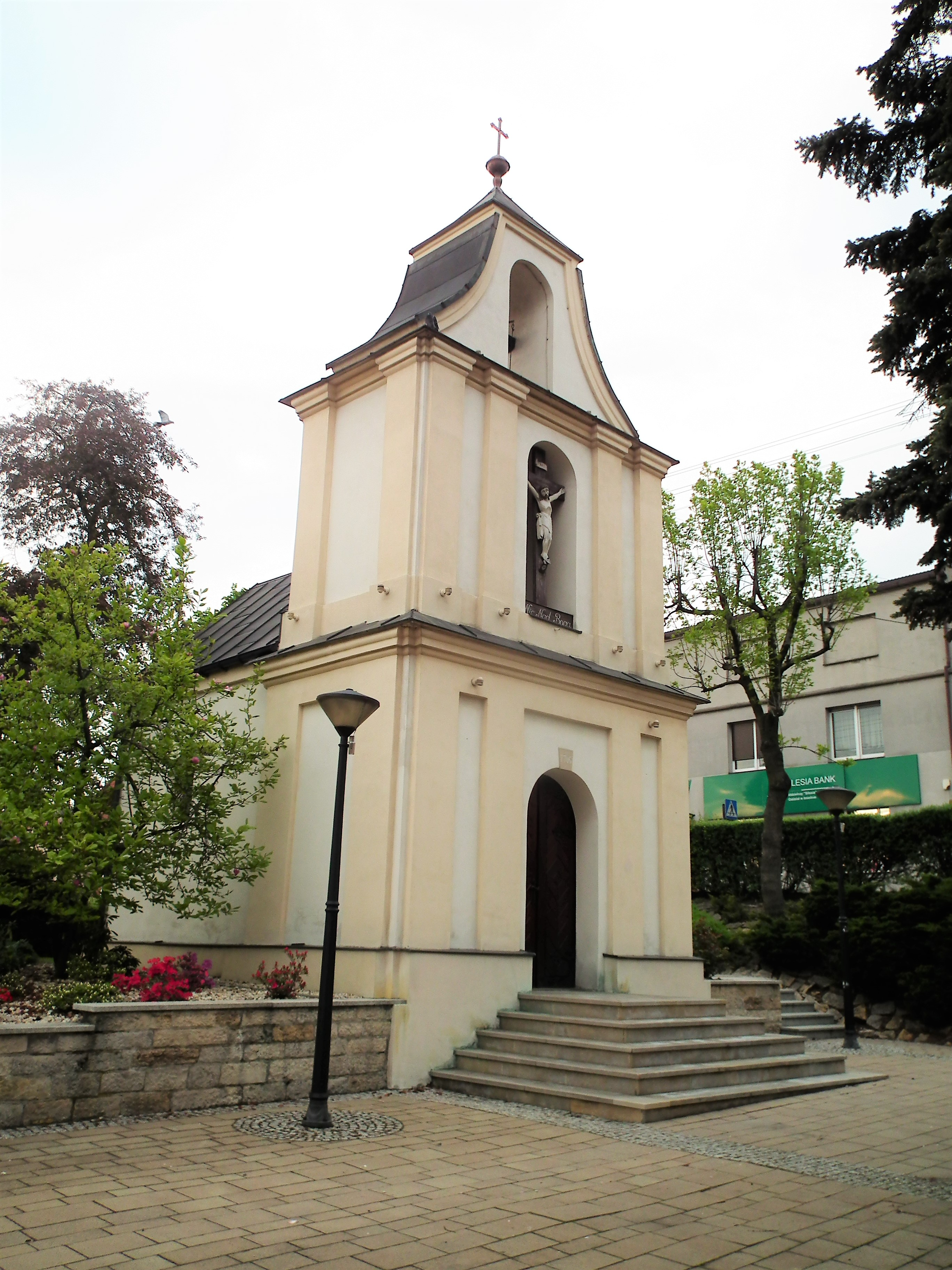
Kapelle Unserer Lieben Frau von Tschenstochau
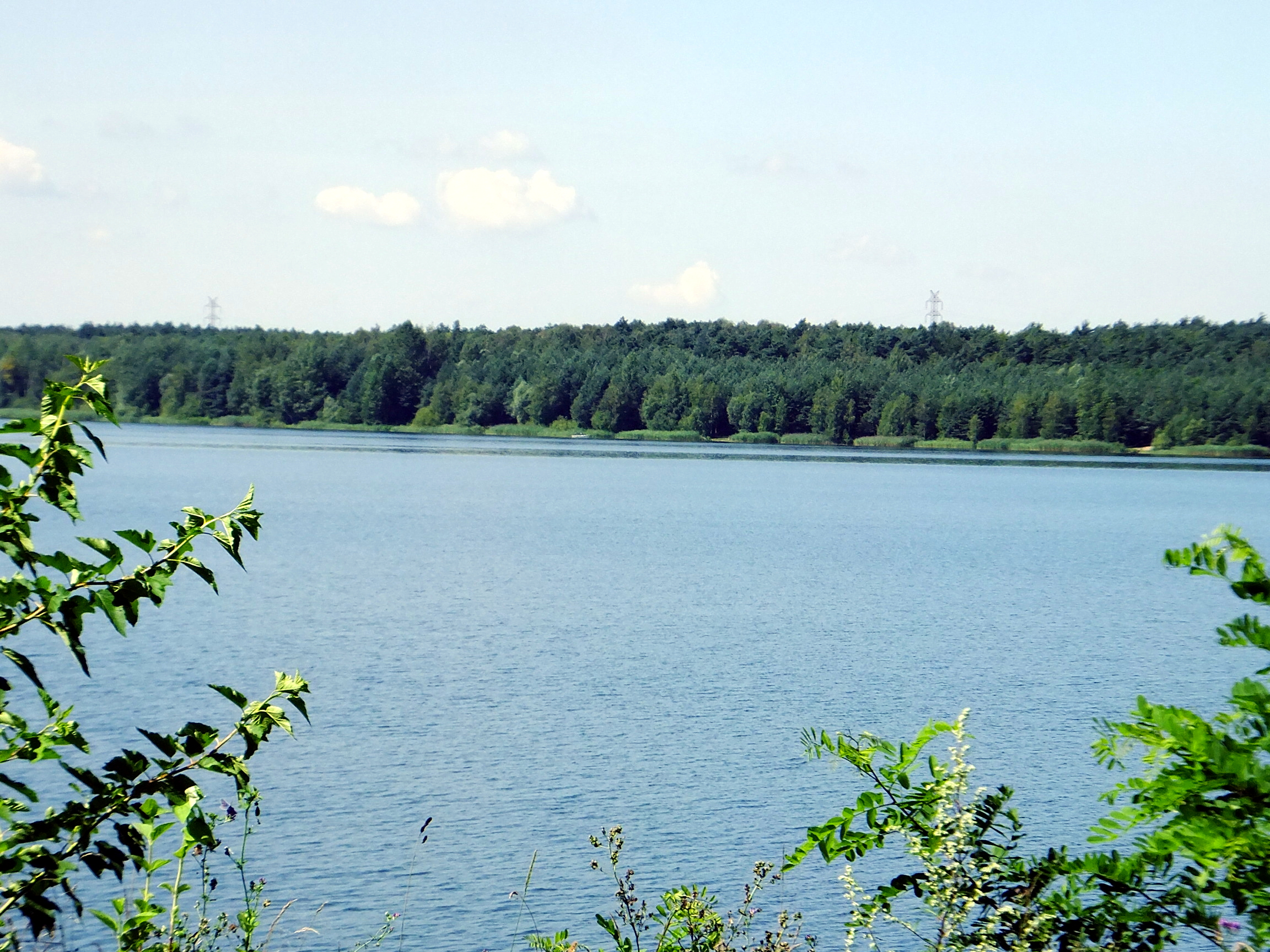
Stausee Dziećkowice

## Einwohnerentwicklung
1825: 0 934 Einwohner

1900: 2614 

1905: 2983

1931: 5200

1961: 7052

1970: 7757 

2007: 8010

## Politik

### Bürgermeister
An der Spitze der Gemeindeverwaltung steht der Bürgermeister. Seit 2006 war dies Jan Chwiędacz, der 2024 nicht erneut kandidierte. Die turnusmäßige Wahl im April 2024 brachte folgendes Ergebnis:
- Krzysztof Hajduczek (Wahlkomitee Krzysztof Hajduczek) 47,3 % der Stimmen
- Zenon Kubica (Wahlkomitee Zenon Kubica) 22,9 % der Stimmen
- Dariusz Kasperczyk (Wahlkomitee Dariusz Kasperczyk) 16,3 % der Stimmen
- Marcin Kosma (Wahlkomitee „Lokale Verwaltungsgemeinschaft des Kreises“) 13,5 % der Stimmen

In der damit notwendigen Stichwahl setzte sich Hajduczek mit 81,5 % der Stimmen gegen Kubica durch und wurde neuer Bürgermeister.
Bei der turnusmäßigen Wahl im Oktober 2018 wurde Amtsinhaber Chwiędacz ohne Gegenkandidat mit 83,5 % der Stimmen wiedergewählt wurde.

### Stadtrat
Der Stadtrat besteht aus 15 Mitgliedern und wird direkt in Einpersonenwahlkreisen gewählt. Die Stadtratswahl 2024 führte zu folgendem Ergebnis:
- Wahlkomitee Zenon Kubica 23,6 % der Stimmen, 2 Sitze
- Wahlkomitee Krzysztof Hajduczek 22,3 % der Stimmen, 6 Sitze
- Wahlkomitee Dariusz Kasperczyk 16,5 % der Stimmen, 2 Sitze
- Wahlkomitee „Lokale Verwaltung des Kreises“ 16,2 % der Stimmen, 2 Sitze
- Wahlkomitee „Freundliches Imielin“ 11,8 % der Stimmen, kein Sitz
- Wahlkomitee Maria Biskupska 7,5 % der Stimmen, 2 Sitze
- Übrige 2,1 % der Stimmen, kein Sitz

Die Stadtratswahl 2018 führte zu folgendem Ergebnis:
- Wahlkomitee Jan Chwiędacz 44,4 % der Stimmen, 9 Sitze
- Schlesische Regionalpartei 28,0 %, 2 Sitze
- Wahlkomitee Anna Kubica-Wojtyra 12,0 % der Stimmen, 3 Sitze
- Wahlkomitee Krzystof Hochuł 11,3 % der Stimmen, 1 Sitz
- Wahlkomitee Barbara Orzeł 3,0 % der Stimmen, kein Sitz
- Übrige 1,4 % der Stimmen, kein Sitz

## Sport und Freizeit
Der Ludowy Klub Sportowy Pogoń Imielin ist der örtliche Fußballklub, er existiert seit 1922. Der 2015 gegründete Klub Miejski Klub Sportowy Imielin bietet Badminton, Volleyball und Handball.
Südöstlich der Stadt, zwischen Imielin und Chełm Śląski liegt der Stausee Dziećkowice, auch Stausee Imielin genannt, an seinem nördlichen Ufer gibt es einen Dziećkowice Plaża genannten Sandstrand.

## Verkehr
Durch Imielin verläuft die Woiwodschaftsstraße Nr. 934 zwischen Katowice und Oświęcim. Seit 1969 verfügt Imielin über einen eigenen Bahnhof. Durch die Stadt führt die Bahnstrecke 138 (Linia 138) von Oświęcim nach Katowice.

## Persönlichkeiten
- August Scholz (1857–1923), Übersetzer
- Albin Siekierski (1920–1989), Schriftsteller